# Solatius
Solatius was rond 614 bisschop van Keulen.

## Leven
Solatius werd vermoedelijk in 611, ten laatste echter in 614 tot bisschop van Keulen gewijd. Over hem is enkel overgeleverd, dat hij in 614 aan de synode van Parijs deelnam. Hij en Remedius zijn de laatste bisschoppen van Keulen die een Romeinse naam hadden. Bij Gelenius is een niet bevestigde sterfdatum van Solatius overgeleverd.